# Jeredy Hilterman
Jeredy Hilterman (Haarlem, Países Bajos, 20 de junio de 1998) es un futbolista surinamés que juega como delantero centro en el Arminia Bielefeld de la 2. Bundesliga de Alemania.

## Trayectoria

### Jong FC Utrecht
El 21 de agosto de 2017 debutó profesionalmente con el Jong FC Utrecht en la Eerste Divisie, disputando 17 minutos en la derrota 0-3 contra el TOP Oss. Cuatro días después se enfrentó ante el FC Dordrecht, al minuto 72 realizó su primera anotación, consumiendo la derrota 2-1.
El 27 de enero de 2021 debutó con el primer equipo, el F.C Utrecht en la Eredivisie contra el AZ Alkmaar, ingresó de cambio al minuto 89 en la victoria 0-1. Repitió dos veces más la participación con el F.C Utrecht en la temporada 2020-21, manteniéndose como jugador filial del Jong FC Utrecht.

### FC Emmen
El 8 de julio de 2021 firmó por un contrato de dos años con el FC Emmen. Debutó el 6 de agosto contra el SC Telstar Velsen, al minuto 4 abrió el marcador siendo su primera anotación con el club, el encuentro finalizó con empate 1-1. El 20 de agosto marcó su primer doblete ante el ADO La Haya a los minutos 10 y 73, finalizando con victoria 1-2.

### NAC Breda
El 31 de enero de 2022 se unió al NAC Breda hasta el verano de 2024. El 4 de febrero debutó con el club ante el Roda JC Kerkrade, al minuto 55 realizó su primera anotación, sumando la totalidad de minutos en el empate 2-2.

### Almere City FC
El 12 de julio de 2022 fichó por el Almere City FC con un contrato de dos años, con opción a un año adicional. El 5 de agosto debutó con el club en la Eerste Divisie contra el VVV-Venlo, disputando 22 minutos en la derrota 3-0. El 22 de agosto se enfrentó ante el Jong AZ, al minuto 75 realizó su primera anotación con el club, finalizando con la derrota 3-2. Cuatro días después realizó su primer doblete con el equipo ante el FC Den Bosch a los minutos 28 y 90, finalizando con victoria 2-0.

## Selección nacional
El 27 de marzo de 2022 debutó con la selección de Surinam en un partido amistoso contra Tailandia, Jeredy ingresó al terreno de juego al minuto 46 de la parte complementaria, consumiendo la primera derrota 1-0.
El 4 de junio de 2022 debutó en la Liga de Naciones de la Concacaf 2022-23 contra la selección de Jamaica, ingresó de cambio al minuto 86 en el empate 1-1. Jeredy volvió a sumar minutos nuevamente ante Jamaica y a México con derrotas cada compromiso.
El 22 de septiembre de 2022 se enfrentó ante Nicaragua en un partido amistoso, al minuto 25 abrió el marcador, siendo esta su primera anotación, el encuentro finalizó con victoria 2-1.

#### Participaciones internacionales
| Evento                                  | Sede     | Resultado      | Partidos | Goles |
| --------------------------------------- | -------- | -------------- | -------- | ----- |
| Liga de Naciones de la Concacaf 2022-23 | Concacaf | Fase de grupos | 4        | 0     |

## Estadísticas

### Clubes
Actualizado al último partido jugado el 17 de marzo de 2023.
| Club                           | Div.          | Temporada     | Liga  | Liga  | Liga   | Copas nacionales | Copas nacionales | Copas nacionales | Copas internacionales | Copas internacionales | Copas internacionales | Total | Total | Total  |
| Club                           | Div.          | Temporada     | Part. | Goles | Asist. | Part.            | Goles            | Asist.           | Part.                 | Goles                 | Asist.                | Part. | Goles | Asist. |
| ------------------------------ | ------------- | ------------- | ----- | ----- | ------ | ---------------- | ---------------- | ---------------- | --------------------- | --------------------- | --------------------- | ----- | ----- | ------ |
| Jong FC Utrecht · Países Bajos |               |               |       |       |        |                  |                  |                  |                       |                       |                       |       |       |        |
| 2.ª                            | 2017-18       | 32            | 2     | 4     | —      | —                | —                | —                | —                     | —                     | 32                    | 2     | 4     |        |
| 2.ª                            | 2018-19       | 10            | 2     | 1     | —      | —                | —                | —                | —                     | —                     | 10                    | 2     | 1     |        |
| 2.ª                            | 2019-20       | 19            | 4     | 1     | —      | —                | —                | —                | —                     | —                     | 19                    | 4     | 1     |        |
| 2.ª                            | 2020-21       | 36            | 19    | 2     | —      | —                | —                | —                | —                     | —                     | 36                    | 19    | 2     |        |
| Total club                     | Total club    | 97            | 27    | 8     | 0      | 0                | 0                | 0                | 0                     | 0                     | 97                    | 27    | 8     |        |
| Utrecht · Países Bajos         |               |               |       |       |        |                  |                  |                  |                       |                       |                       |       |       |        |
| 1.ª                            | 2020-21       | 3             | 0     | 0     | —      | —                | —                | —                | —                     | —                     | 3                     | 0     | 0     |        |
| Total club                     | Total club    | 3             | 0     | 0     | 0      | 0                | 0                | 0                | 0                     | 0                     | 3                     | 0     | 0     |        |
| Emmen · Países Bajos           |               |               |       |       |        |                  |                  |                  |                       |                       |                       |       |       |        |
| 2.ª                            | 2021-22       | 20            | 8     | 2     | 2      | 0                | 0                | —                | —                     | —                     | 22                    | 8     | 2     |        |
| Total club                     | Total club    | 20            | 8     | 2     | 2      | 0                | 0                | 0                | 0                     | 0                     | 22                    | 8     | 2     |        |
| NAC Breda · Países Bajos       |               |               |       |       |        |                  |                  |                  |                       |                       |                       |       |       |        |
| 2.ª                            | 2021-22       | 13            | 2     | 1     | 1      | 0                | 0                | —                | —                     | —                     | 14                    | 2     | 1     |        |
| Total club                     | Total club    | 13            | 2     | 1     | 1      | 0                | 0                | 0                | 0                     | 0                     | 13                    | 2     | 1     |        |
| Almere City · Países Bajos     |               |               |       |       |        |                  |                  |                  |                       |                       |                       |       |       |        |
| 2.ª                            | 2022-23       | 29            | 13    | 3     | 2      | 0                | 0                | —                | —                     | —                     | 31                    | 13    | 3     |        |
| Total club                     | Total club    | 29            | 13    | 3     | 2      | 0                | 0                | 0                | 0                     | 0                     | 31                    | 13    | 3     |        |
| Total carrera                  | Total carrera | Total carrera | 162   | 50    | 14     | 5                | 0                | 0                | 0                     | 0                     | 0                     | 167   | 50    | 14     |
| 1. 2. Fuente:Transfermarkt     |               |               |       |       |        |                  |                  |                  |                       |                       |                       |       |       |        |

### Selección de Surinam
Actualizado al último partido jugado el 23 de marzo de 2022.
| Absoluta Surinam        |   |   |   |   |   |   |   |   |   |   |   |   |
| 2022                    | — | — | — | 3 | 0 | 0 | 2 | 1 | 0 | 5 | 1 | 0 |
| 2023                    | — | — | — | 1 | 0 | 0 | 0 | 0 | 0 | 1 | 0 | 0 |
| Total                   | 0 | 0 | 0 | 4 | 0 | 0 | 2 | 1 | 0 | 6 | 1 | 0 |
| 1. Fuente:Transfermarkt |   |   |   |   |   |   |   |   |   |   |   |   |

### Goles internacionales
| N. | Fecha                    | Sede                    | Rival     | Gol | Resultado | Competición      |
| -- | ------------------------ | ----------------------- | --------- | --- | --------- | ---------------- |
| 1. | 22 de septiembre de 2022 | Yanmar Stadion, Surinam | Nicaragua | 2–1 | 2–1       | Partido amistoso |